# Loceri
Loceri es un municipio de Italia de 1.311 habitantes en la provincia de Nuoro, región de Cerdeña.

## Evolución demográfica
| Gráfica de evolución demográfica de Loceri entre 1861 y 2001 |
|                                                              |
| Fuente ISTAT - Elaboración gráfica de Wikipedia              |